# Крайшнан, Роберт
Роберт Гарри Крайшнан (англ. Robert Harry Kraichnan; 15 января 1928, Филадельфия — 26 февраля 2008, Санта-Фе (Нью-Мексико)) — американский физик-теоретик, наиболее известный своими работами по гидродинамической теории турбулентности.

## Биография
Крайшнан получил степень бакалавра и доктора философии. по физике в Массачусетском технологическом институте, который окончил в 1949 году. После получения степени работал в Институте перспективных исследований в Принстоне в 1949/50 году и был одним из последних помощников Альберта Эйнштейна.
После Принстона он работал в Колумбийском университете и Курантовском институте математических наук. С 1962 года он получал исследовательские гранты и работал внештатным консультантом в Лос-Аламосской национальной лаборатории, Принстонском университете, Управлении военно-морских исследований, Океанографическом институте Вудс-Хоул и НАСА. В 2003 году он вернулся на академическую работу, получив должность профессора в Университете Джонса Хопкинса, но к этому времени он уже был болен.

## Научная работа

### Применение методов теории поля к гидродинамической турбулентности
В 1950-х годах его работа была сосредоточена на квантовой теории поля и квантово-механической проблеме многих тел. В 1957 году Крайшнан применил теоретико-полевой подход к течению жидкости. Следуя более ранним работам Андрея Колмогорова (1941 г.), Ларса Онсагера (1945 г.), Вернера Гейзенберга (1948 г.), Карла Фридриха фон Вайцзеккера и других по статистической теории турбулентности, он применил к исследованию турбулентности подход, основанный на квантовой проблеме многих тел. В 1964/5 году он переделал эту работу, используя «лагранжев подход к описанию течения», в рамках которого отслеживается временная эволюция параметров течения не в данной точке пространства («Эйлеров подход»), а в данном элементе движущейся жидкости, и обнаружил масштабную поправку, которую он ранее ошибочно игнорировал. Статистическая теория турбулентности в вязких жидкостях описывает течение жидкости масштабно-инвариантным распределением поля скорости, что означает, что характерная величина пульсаций скорости как функция волнового числа возмущения («вихря») описывается степенным законом («спектром» турбулентности). В стационарной турбулентности более крупные вихри на больших длинах волн распадаются на более мелкие, передавая свою энергию в движение с меньшим масштабы длины («турбулентный каскад»). Этот тип диссипации вызван не трением на молекулярном уровне, а нелинейными эффектами уравнений Навье-Стокса. На последних стадиях энергетического каскада, когда энергия передается в движение на мельчайших масштабах длины, становится важной вязкость, и энергия рассеивается в тепло.
Крайчнан разрабатывал свои теории турбулентности на протяжении многих десятилетий и был одним из видных американских теоретиков в этой области. Начиная с 1967 года он утверждал, что для двумерной турбулентности энергия не распространяется каскадом от больших масштабов (определяемых размером препятствий в потоке) к более мелким, как это происходит в трех измерениях, а вместо этого каскадируется от малых до больших масштабов. Эта теория называется обратным энергетическим каскадом, и она особенно применима к океанографии и метеорологии, поскольку течения на поверхности земли приблизительно двумерны. Теория была проверена и подтверждена в 1980-х годах данными, собранными с метеозондов.
Большое влияние оказала также статья 1994 года, в которой была представлена точно решаемая модель турбулентности, теперь называемая моделью Крайшнана. Эта модель предсказывает точно вычисляемые аномальные скейлинговые показатели для адвекции пассивного скалярного поля, такие как концентрация красителя, введенного в жидкость, которая не диффундирует, а движется вместе с жидкостью.

### Общая теория относительности
Еще будучи старшеклассником, Крайшнан усердно изучал общую теорию относительности, и его работа победила на престижном Вестингаузовском научном конкурсе для студентов. Он переписал эту работу для своей бакалаврской диссертации в Массачусетском технологическом институте в 1947 году под названием «Квантовая теория линейного гравитационного поля». В более поздних работах 1955 года Крайшнан показал, что при некоторых неограничительных и непринципиальных предположениях полные нелинейные уравнения общей теории относительности следуют из ее линеаризованной формы: а именно, из квантовой теории поля  безмассовой частицы гравитона со спином 2,  связанной с тензором энергии-импульса. Полные нелинейные уравнения возникают, когда энергия-импульс самих гравитонов включается в тензор энергии-импульса единственно возможным самосогласованным образом.

## Премии и награды
- 1993 – премия Отто Лапорте[16].
- 1997 – премия Ларса Онсагера[17].
- 2000 – академик Национальной академии наук США[18].
- 2003 – медаль Дирака[19].